# Helmut Geuking
Helmut Geuking, né le 16 janvier 1964 à Coesfeld, est un homme politique allemand. Membre du Parti des familles d'Allemagne. Il est élu député européen en 2019.